# Col des Mille Martyrs
Le col des Mille Martyrs est un col de montagne situé à 868 m d'altitude, à l'extrémité méridionale du massif du Jura, sur la D 28 reliant Saint-Geoire-en-Valdaine à Miribel-les-Échelles dans le département de l'Isère.

## Zone naturelle protégée
Le col est situé dans le parc naturel régional de la Chartreuse. La tourbière du col des Mille Martyrs, située de part et d'autre de la D 28, à l'est du col, est une zone naturelle d'intérêt écologique, faunistique et floristique, classée sous le numéro régional, no 38000054, sur une surface de 2,6 hectares. Cette tourbière alcaline à laîches abrite une population d’Orchis incarnat.

## Activités

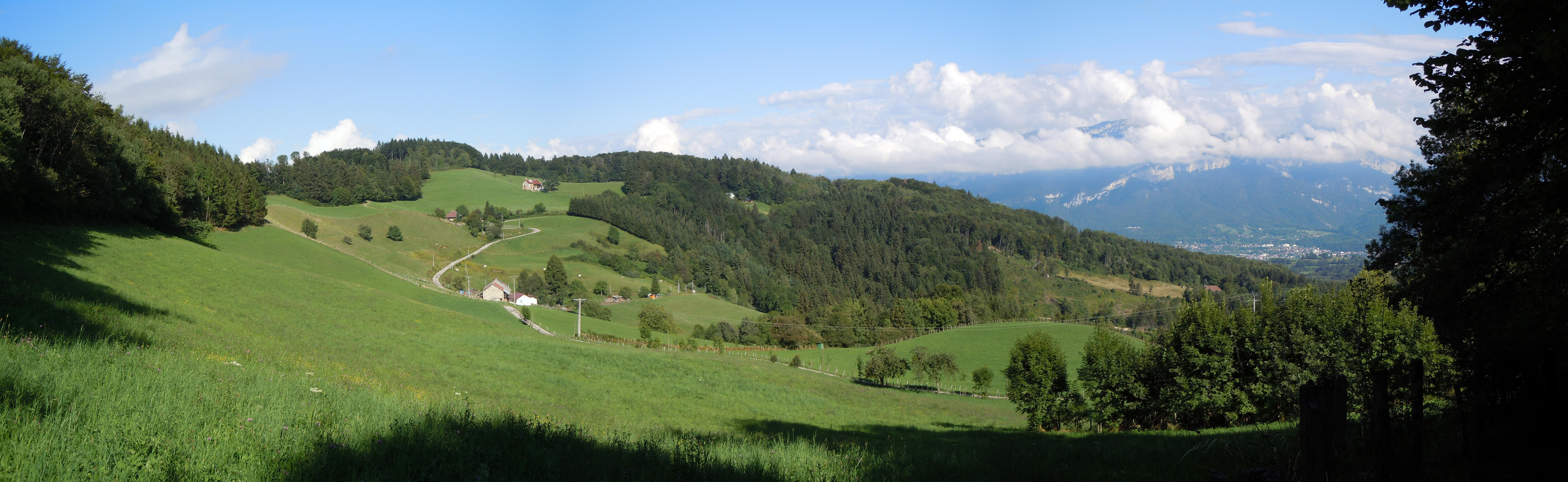
Col du Pilori : Vue sur les fermes de la Montagne, au sud du col des Mille Martyrs.

### Randonnée
De nombreux chemins de randonnée partent du col :
- en direction du nord vers les fermes de Marfay et du Grand Cossert ;
- en direction du sud, par le col du Pilori, et les fermes du Grand Viviers sur la commune de Saint-Aupre.

### Festival
Depuis 1997, un festival de musique, le Festival col des 1000 se déroule le premier week-end de juillet dans une clairière au pied du col.